# ウィリアム・マシューズ
ウィリアム・マシューズ（William "Matty" Matthews、1873年7月13日 - 1948年12月6日）は、アメリカ合衆国出身の元プロボクサー。元世界ウェルター級チャンピオン。

## 略歴
ニューヨーク生まれ。アイルランド系。1898年8月25日、世界ウェルター級初代王者とされる“ミステリアス”ビリー・スミスに挑戦したが判定で敗れる。1900年10月16日、デトロイトでジム・ファーンズを判定で破り世界ウェルター級チャンピオンとなるが、1901年5月24日、ファーンズとの再戦でタイトルを奪い返されてしまった。

## 通算戦績
48勝（15KO）13敗17引分7無判定